# Буджурова Ліля Рустемівна
Ліля Буджурова  (крим. Lilâ Bucurova, нар. 1 листопада 1958, Ангрен, Ташкентська область, Узбекистан) — кримськотатарська поетеса і журналістка.

## Життєпис
Народилася 1 листопада 1958 року в Ангрені (Узбецька РСР). 1979 року закінчила Ташкентський педагогічний інститут. 1989 року опублікувала першу самвидавну збірку поезій «Некуплений квиток», а згодом ще одну — «Коли ми повернемось …».
До Криму Ліля Буджурова повернулася 1989 року. 1991 року стала делегатом II Курултаю кримськотатарського народу. Двічі обиралася членом Меджлісу. У 1994–1998 роках обиралася депутатом Верховної Ради Криму.
Активна як журналіст, часто виступає на телебаченні, на радіо. З 1991 до 1997 року працювала головним редактором газети «Авдет».
З 1994 року на кримськотатарському телебаченні вона веде програму «Ана-юрт» («Батьківщина-мати»), а віднедавна й програму російською мовою «Небезпечна зона».
Ліля Буджурова працює на посаді головного редактора газети «Перша Кримська», вона є кореспондентом телеканалу «СТБ», агентства «France Press», а також редактор ДТРК «Крим». Публікується в інтернет-газеті «Українська правда».
Ліля Буджурова очолює Кримську асоціацію вільних журналістів. Лауреат премії ім. Ісмаїла Гаспринського за 1992 рік. Заслужений журналіст України (2005). Кавалер ордену «За заслуги» ІІІ ступеня (2015).